# Жарніки
Жа́рніки (рос. Жарники) — присілок у складі Шабалінського району Кіровської області, Росія. Входить до складу Ленінського міського поселення.
Населення становить 232 особи (2010, 253 у 2002).
Національний склад станом на 2002 рік — росіяни 97 %.